# Jukka Ruhanen
Jukka Ruhanen (16 aprile 1971) è un ex calciatore finlandese, di ruolo centrocampista.

## Carriera

### Club
Tra il 1987 ed il 1993 gioca con il MP, con cui nell'arco di 7 stagioni mette a segno complessivamente 32 reti in 152 presenze nella prima divisione finlandese e gioca 3 partite in Coppa UEFA; gioca poi nella medesima categoria con lo Jazz, nei campionati 1994 e 1995, nei quali totalizza complessivamente 48 presenze e 15 reti (12 delle quali nella Veikkausliiga 1994, in cui si piazza in quarta posizione nella classifica marcatori, pur essendo un centrocampista), a cui aggiunge anche 2 presenze ed una rete nella Coppa UEFA 1994-1995. L'anno seguente vince l'Ykkönen (seconda divisione) con l'Haka, con cui poi gioca per 5 campionati consecutivi in prima divisione, vincendone 3 consecutivi tra il 1998 ed il 2000 (a cui aggiunge anche la vittoria di 2 Coppe di Finlandia) e totalizzando ulteriori 110 presenze e 22 reti in prima divisione (oltre a 24 presenze e 15 reti nell'unica vittoriosa stagione trascorsa in seconda divisione). Nel corso degli anni con l'Haka disputa inoltre 8 partite nei turni preliminari di UEFA Champions League, 3 partite (con un gol segnato) in Coppa delle Coppe, 4 partite in Coppa UEFA e 3 partite nella Coppa Intertoto UEFA.
Dopo una parentesi da 6 presenze in National League South (sesta divisione) con gli inglesi del Canvey Island, nel 2003 torna a giocare in patria in prima divisione, con il MyPa, con cui gioca 14 partite in campionato ed una partita nella Coppa UEFA 2003-2004. Chiude la carriera nel 2005 dopo 2 stagioni trascorse con il SoVo nella quarta divisione finlandese.

### Nazionale
Tra il 1992 ed il 1995 ha totalizzato 15 presenze e 3 reti con la nazionale finlandese.

## Palmarès

### Club

#### Competizioni nazionali
- Campionato finlandese: 3

Haka: 1998, 1999, 2000
- Coppa di Finlandia: 2

Haka: 1997, 2002
- Ykkönen: 1

Haka: 1997